# 蒂莫西·沙特尔沃思
蒂莫西·沙特尔沃思（英語：Timothy Shuttleworth，1997年4月24日—），恩菲爾德人，英国男子游泳运动员，2016年全国游泳锦标赛男子800米自由泳和男子1500米自由泳金牌得主、2017年世界游泳锦标赛男子5公里公开水域游泳铜牌得主。